# Пацканк
Па́цканк (арм. Պածկանք) — гавар провинции Арцах Великой Армении. На сегодняшний день территория исторического Пацканка находится в границах Азербайджана − на востоке Физулинского района.

## Название
В историографической литературе различных периодов встречаются также такие варианты названия гавара, как Па́рсканк (арм. Պարսկանք), Па́рцканк (арм. Պարծկանք), Па́нцканк (арм. Պանծկանք), Па́йцкан (арм. Պայծկան) и Па́зканк (арм. Պազկանք).

## География
Гавар Пацканк находится на крайнем юго-востоке области Арцах, имеет преимущественно равнинный рельеф, на западе переходящий в предгорья Карабахского хребта. На юго-западе по реке Ишханагет Пацканк граничит с гаваром Сисакан-Котак области Арцах, на западе − с гаваром Мьюс-Абанд (Арцах), на северо-востоке − с гаваром Могунк (Арцах), на севере − с гаваром Три (Утик), на северо-востоке − с гаваром Ротпациан (Утик), а на юго-востоке по реке Аракс − с гаваром Варданакерт (Пайтакаран).
В административном отношении территория Пацканка на сегодняшний день преимущественно соответствует восточной Физулинского района Азербайджанской Республики.